# Lijst van vlaggen van Kaapverdische gemeenten
Dit is een lijst van vlaggen van Kaapverdische gemeenten. Kaapverdië is ingedeeld in twee região geográfica (geografische regio): Ilhas de Barlavento (de noordelijke eilandengroep) en Ilhas de Sotavento (de zuidelijke eilandengroep). Deze geografische regio's zijn verder ingedeeld in 22 concelhos (gemeenten), die weer zijn onderverdeeld in 32 freguesias. Het aantal concelhos werd in 2005 uitgebreid van 17 naar 22.

## Ilhas de Barlavento

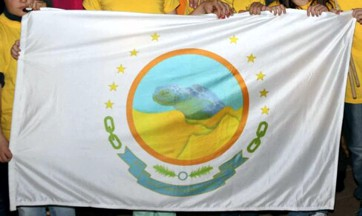
Boa Vista
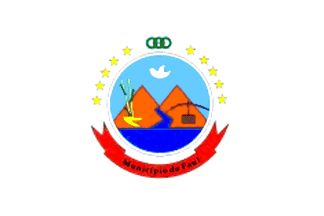
Paul
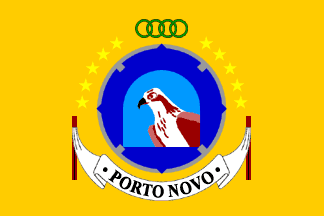
Porto Novo
Ribeira Brava
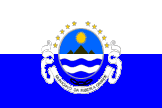
Ribeira Grande
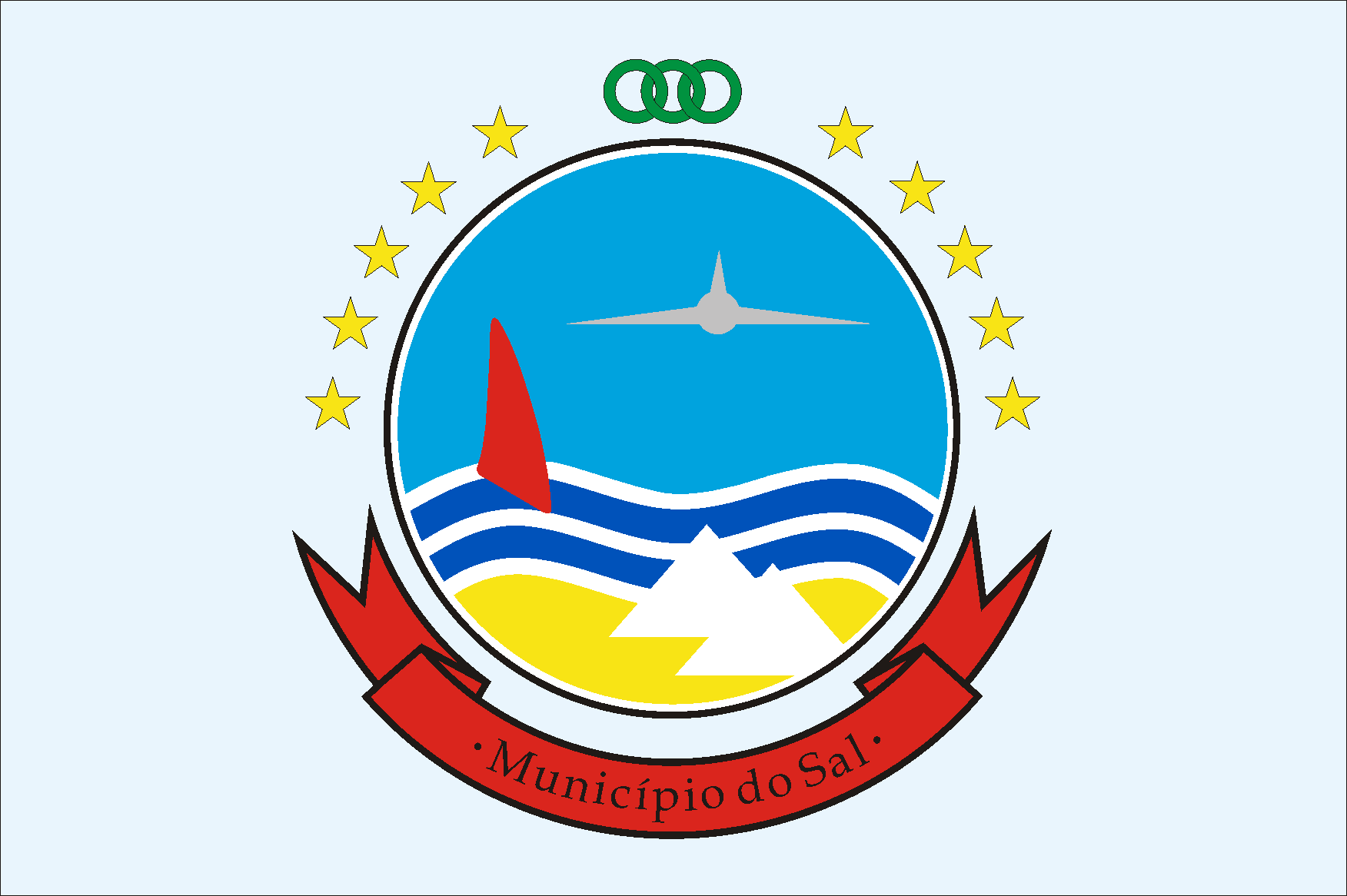
Sal
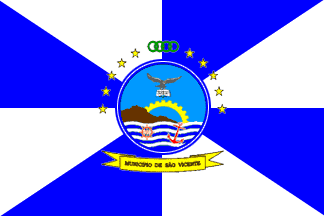
São Vicente
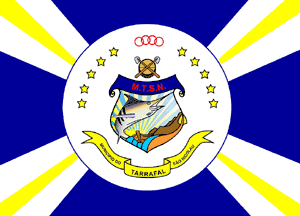
Tarrafal de São Nicolau

## Ilhas de Sotavento

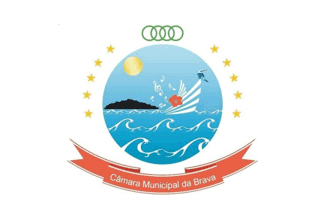
Brava
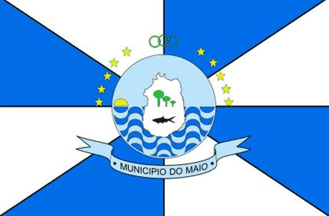
Maio
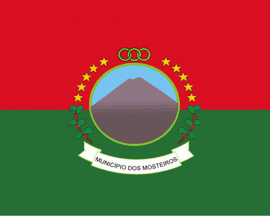
Mosteiros
Praia
Ribeira Grande de Santiago
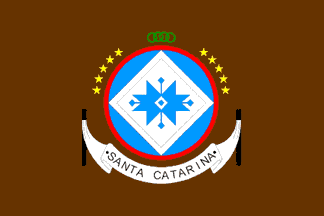
Santa Catarina
Santa Catarina do Fogo
Santa Cruz
São Domingos
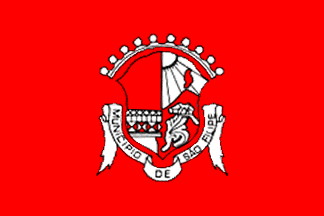
São Filipe
São Lourenço dos Órgãos
São Miguel
São Salvador do Mundo
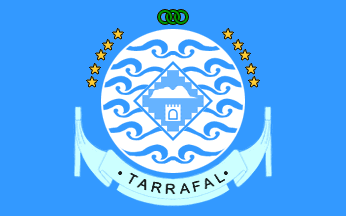
Tarrafal

Andorra · Armenië · België · Bosnië en Herzegovina · Brazilië · Bulgarije · Canada · Chili · Colombia · Costa Rica · Denemarken · Duitsland · El Salvador · Estland · Frankrijk · Georgië · Indonesië · Italië · Kroatië · Letland · Liechtenstein · Litouwen · Luxemburg · Malta · Mexico · Montenegro · Nederland · Noord-Macedonië · Noorwegen · Oekraïne · Oostenrijk · Polen · Portugal · Roemenië · Rusland · San Marino · Servië · Slowakije · Spanje · Tsjechië · Venezuela · Verenigd Koninkrijk · Verenigde Staten · Wit-Rusland · Zimbabwe · Zwitserland
Historisch: België · Nederland
Zie ook: Vlaggenlijsten (per land) · Vlaggen van afhankelijke gebieden · Vlaggen van subnationale entiteiten (per land) · Lijst van vlaggen van hoofdsteden